# 埃雷兹口岸
埃雷兹口岸是加沙地带和以色列之间的陸路口岸。它位于加沙地带北端。該口岸只對受巴勒斯坦民族权力机构統治的巴勒斯坦人、埃及公民以及国际援助官员開放。該口岸由以色列國防軍管理。口岸占地约35,000平方米，于2007年完工。